# Jean-Henri d'Anglebert
Jean-Henri d'Anglebert (francès: Jean-Henry d'Anglebert)  (Bar-le-Duc, 1 d'abril de 1629 - París, 23 d'abril de 1691) fou un compositor, clavecinista i organista francès. Va ser un dels compositors de teclat més destacats del seu temps.
El pare de D'Anglebert, Claude Henry, conegut com a Anglebert, era un sabater acomodat a Bar-le-Duc. No se sap res sobre els primers anys i l'educació musical del compositor. Com que en un moment va compondre un tombeau per a Jacques Champion de Chambonnières, és possible que Chambonnières fos el seu mestre o, en tot cas, un amic per qui D'Anglebert tenia molt respecte. El primer manuscrit conservat amb la música de D'Anglebert data de 1650-1659. També conté música de Louis Couperin i Chambonnières, i possiblement es van originar en el seu cercle immediat; així, a la meitat de la dècada de 1650, D'Anglebert devia estar estretament associat amb els clavecinistes francesos més destacats de l'època. La primera referència a D'Anglebert sobreviu en el seu contracte matrimonial des de l'11 d'octubre de 1659. D'Anglebert es va casar amb Magdelaine Champagne, cunyada de l'organista François Roberday. En el contracte, es descriu com a burgès de París, cosa que suggereix que el 1659 ja estava ben establert a París. Es desconeix quan va deixar Bar-le-Duc i es va establir a París.
La carrera d'Anglebert a París degué començar a l'església jacobina de la Rue St. Honoré, on encara era organista el gener de 1660. L'agost de 1660 va succeir a Henry Du Mont com a clavecinista de Felip de França, duc d'Orléans, el germà petit del rei. Va mantenir el càrrec fins almenys el 1668, però mentrestant, el 1662, va adquirir la cambra de clavecinista a Chambonnières, recentment deshonrat a la cort; Chambonnières va mantenir el salari, però D'Anglebert va assumir les funcions. Va exercir de clavecinista reial fins que el seu fill Jean-Baptiste-Henry es va convertir en el seu reversioner el 1674. Després del 1679, D'Anglebert va servir a la duquessa Maria Anna Victòria de Baviera (delfina de França), que va morir el 1690. D'Anglebert va morir l'any següent, el 23 d'abril. La seva única obra publicada, Pièces de clavecin, va aparèixer només dos anys abans, el 1689. La resta de la seva música —en la seva majoria obres de clavicèmbal, però també cinc fugues i un quatuor per a orgue— sobreviu en manuscrits.

## Obres

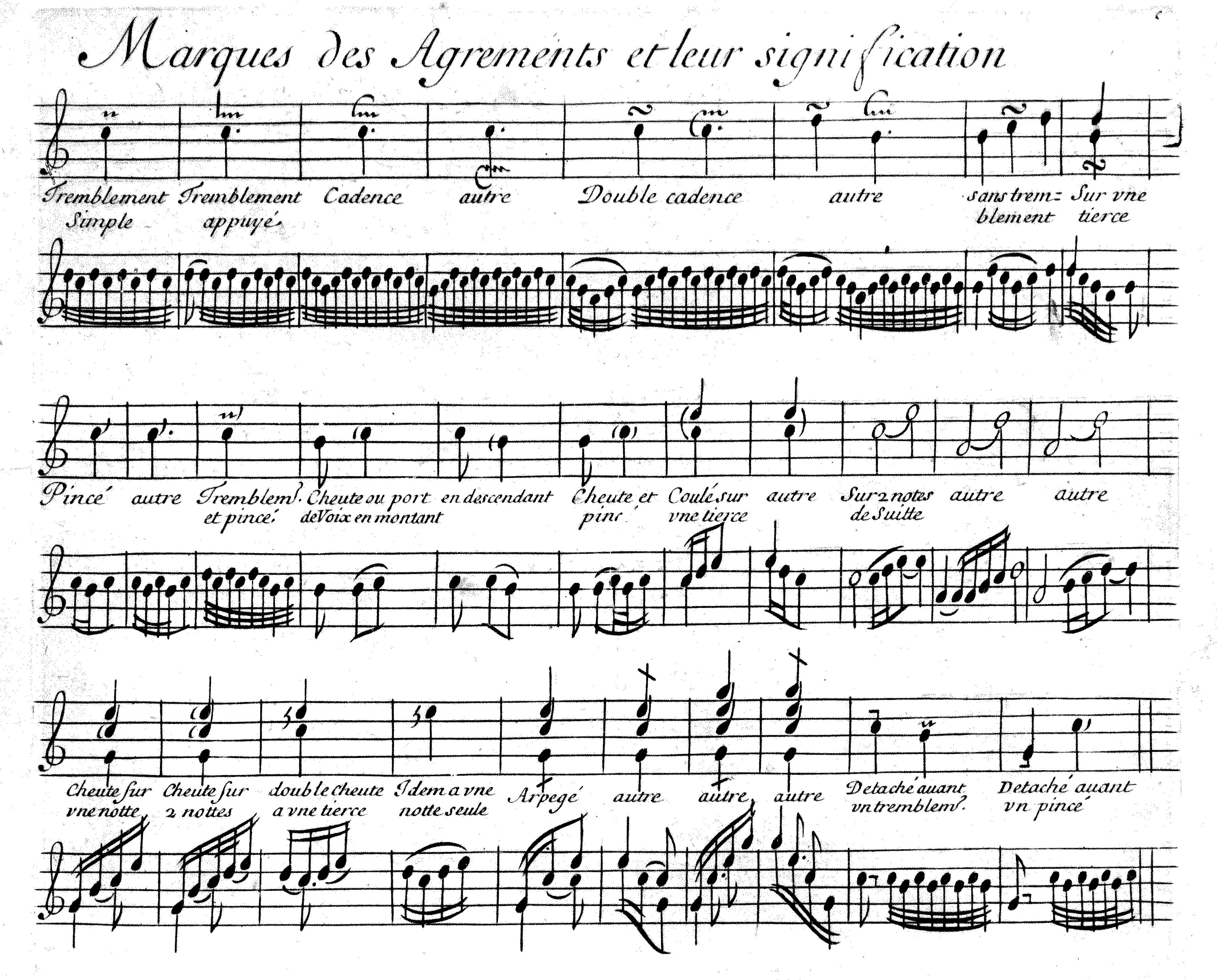
La taula completa d'ornamnets de les Pièces de clavecin d'Anglebert.

L'obra principal de D'Anglebert és una col·lecció de quatre suites de clavicèmbal publicades el 1689 a París amb el títol Pièces de clavecin. El volum està dedicat a Marie Anne de Bourbon, una talentosa clavecinista amateur que després va estudiar amb François Couperin. A part del seu contingut, que representa alguns dels millors èxits de l'escola de clavicèmbal francès (i mostra, entre altres coses, el domini exhaustiu del contrapunt i la seva contribució substancial al gènere del preludi sense mesurar), D'Anglebert, Pièces de clavecinés històricament important en diversos altres aspectes. La col·lecció va quedar bellament gravada amb la màxima cura, cosa que va establir un nou estàndard per al gravat musical. A més, la taula d'ornaments d'Anglebert és la més sofisticada abans de la de Couperin (que només va aparèixer un quart de segle després, el 1713). Va constituir la base de la pròpia taula d'ornaments de J. S. Bach (Bach va copiar la taula d'Anglebert cap al 1710) i va proporcionar un model per a altres compositors, inclòs Rameau. Finalment, es presenten les peces originals de D'Anglebert juntament amb els seus arranjaments de les obres orquestrals de Lully. Els arranjaments d'Anglebert són, una vegada més, algunes de les millors peces d'aquest gènere,
La majoria de les altres peces d'Anglebert sobreviuen en dos manuscrits, un dels quals conté, a part de les danses habituals, arranjaments de clavicèmbal de peces de llaüt de compositors com Ennemond Gaultier, Denis Gaultier i René Mesangeau. Són peces úniques, ja que no es coneixen aquests arranjaments d'altres grans compositors de clavecí francès. El segon manuscrit conté peces encara més experimentals de D'Anglebert, en què va intentar inventar una notació semblant a la tabulatura per a música de teclat per simplificar la notació de textures d'estil brisé.
Les úniques obres d'orgue que sobreviuen D'Anglebert són cinc fugues i un quatuor (un antic terme francès per a una peça d'òrgue contrapuntístic a quatre veus). Totes les fugues elaboren variacions del mateix tema, formant així un ricercare ampliat (o una miniatura The Art of the Fugue). El quatuor, una de les poques peces supervivents d'aquest tipus, es basa en tres temes derivats del Kyrie Cunctipotens; es pot tocar amb tres teclats i el teclat de pedal.